# The Curse of the Werewolf
The Curse of the Werewolf is een Britse horrorfilm van Terence Fisher die uitgebracht werd in 1961.
Het scenario is gebaseerd op de roman The Werewolf of Paris (1933) van Guy Endore.

## Verhaal
Het verhaal speelt zich af in Spanje in de 18de eeuw. De hardvochtige markies Siniestro gooit een arme zwerver die op een aalmoes rekende, in de gevangenis omdat die een misplaatste opmerking heeft gemaakt. Als gevolg van zijn jarenlange opsluiting in de kerker verwordt de bedelaar geleidelijk tot een beest.
Op een dag wordt de stomme dochter van de cipier bij de gevangene opgesloten omdat ze niet inging op de avances van de markies. Ze wordt verkracht door de gek van eenzaamheid geworden bedelaar. Wat later slaagt de jonge vrouw erin te ontsnappen en verstopt ze zich in de bossen.
Enkele maanden later wordt ze gevonden door de oude en vriendelijke Don Alfredo Corledo. Ze wordt goed verzorgd door Teresa, de huishoudster van Don Alfredo. Ze overlijdt echter nadat ze bevallen is van een zoontje. Don Alfredo adopteert de baby en geeft hem de naam Leon.
Als Leon wat ouder wordt wordt hij meegenomen op jacht en zo ontdekt hij dat hij in een weerwolf kan veranderen. Hij voelt moorddadige neigingen bij zich opkomen bij volle maan. Schapen met opengescheurde kelen worden gevonden.

## Rolverdeling
| Acteur             | Personage                                      |
| ------------------ | ---------------------------------------------- |
| Clifford Evans     | Don Alfredo Corledo                            |
| Oliver Reed        | Leon Corledo, de weerwolf                      |
| Yvonne Romain      | de dienstmeid, de dochter van de cipier        |
| Catherine Feller   | Cristina Fernando, de dochter van Don Fernando |
| Anthony Dawson     | markies Siniestro                              |
| Richard Wordsworth | de bedelaar                                    |
| Hira Talfrey       | Teresa, de huishoudster van Don Alfredo        |
| Ewen Solon         | Don Fernando Gomez                             |
| John Gabriel       | de priester                                    |
| George Woodbridge  | de geitenhoeder                                |